# Ernest Starling

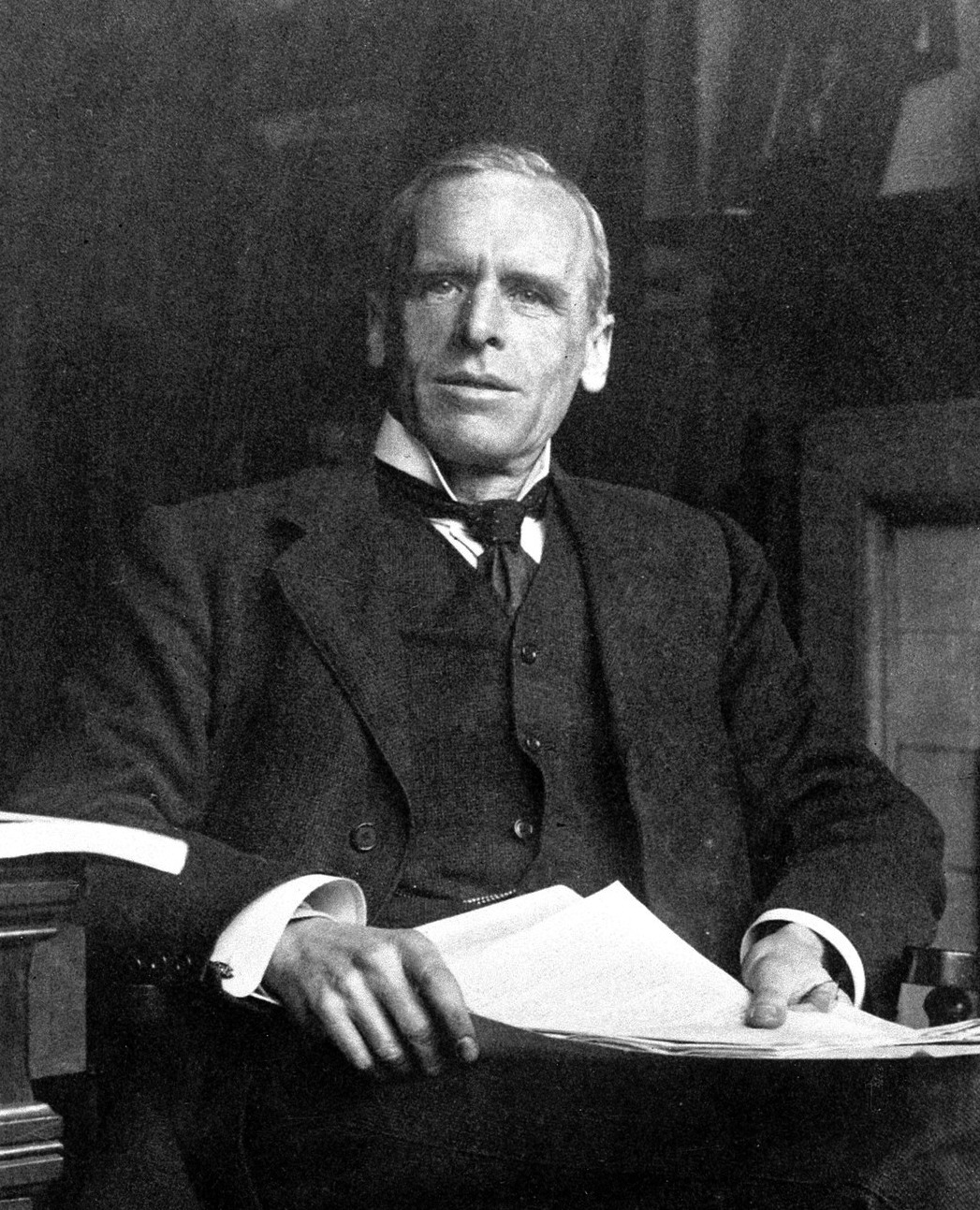
Ernest Starling, 1920

Ernest Henry Starling (* 17. April 1866 in London; † 2. Mai 1927 in Kingston-Harbour, Jamaika) war ein englischer Physiologe.
Starling  studierte am King’s College London und schloss das Medizinstudium 1889 am Guy’s Hospital ab. Er lehrte am University College London und wurde dort 1899 Professor.
Er wurde vor allem durch seine tierexperimentell erarbeiteten physiologischen Grundlagen der Herztätigkeit bekannt. Im Jahr 1896 stellte Ernest Starling die nach ihm benannte Starling-Gleichung auf. Neben Otto Frank beschrieb er den Zusammenhang zwischen Füllung und Auswurfleistung des Herzens, der heute als Frank-Starling-Mechanismus bezeichnet wird.
Im Jahr 1902 berichtete er mit William Maddock Bayliss in einer Sitzung der Royal Society von der Stimulation der Bauchspeicheldrüsensekretion durch Sekretin. 1905/1906 prägte er den Ausdruck „Hormone“. In diesem Jahr hatte er mit Janet Elizabeth Lane-Claypon (1877–1967) beim Kaninchen durch Injektion eines Extraktes von Kanincheneierstöcken die Milchdrüsenentwicklung künstlich hervorgerufen.
1904 hielt er die Croonian lecture to the Royal Society, 1905 die Croonian Lectures of the Royal College of Physicians und 1923 die Harveian Oration.
1913 wurde Starling die Royal Medal der Royal Society verliehen. 1925 wurde er Mitglied der Leopoldina.

## Schriften (Auswahl)
- On the Absorption of Fluids from the Connective Tissue Spaces. In: Journal of Physiology. Band 19,  1896, S. 312–326.
- mit William Bayliss: The mechanism of pancreatic secretion. In: Journal of Physiology. Band 28, 1902, S. 325–353.
- A Century of Physiology. London 1927.